# Emil Hassler
Pour les articles homonymes, voir Hassler.
Emil Hassler ,(var. orth. fr.: Émile Hassler, esp.: Emilio Hassler), né le 20 juin 1864 à Aarau en Suisse et mort le 4 novembre 1937 à Asuncion au Paraguay, est un médecin, naturaliste et botaniste suisse qui a étudié la flore du Paraguay.

## Collections
Les collections botaniques originales d'Emil Hassler au Paraguay sont déposées au Conservatoire et Jardin botaniques de la Ville de Genève (Suisse). Un catalogue complet de ses collections ainsi que d'autres collecteurs au Paraguay est en cours de réalisation (Catalogus Hasslerianus, 2008-),.

## Publications
- (la + fr) Plantæ paraguarienses novæ vel minus cognitæ // Bulletin de l'Herbier Boissier 2e série, tome VII, N°1, 1907